# Luis Fajardo
Luis Alfonso "El Bendito" Fajardo Posada (Medellín, 18 de junho de 1963) é um ex-futebolista profissional colombiano, que atuava como defensor.

## Carreira
Luis Fajardo fez parte do elenco da Seleção Colombiana de Futebol na Copa do Mundo de 1990.